# Vicky Bila
Pour les articles homonymes, voir Bila.
Vicky Bila, nom de scène d'Amuzu Victoire, est une auteure-compositrice interprète suisse et togolaise née le 23 décembre 1962 à Lomé.
Elle est également à la tête de la fondation Joy for Peace, qu’elle a fondée pour promouvoir la paix à travers la musique et des initiatives de développement durable.

## Biographie
Amuzu Victoire est née le 23 décembre 1962 à Lomé. Son père est un officier formé à l'École militaire de Saint-Cyr ; sa mère, Aimée Akouavi Akomatsri, est sage-femme.
Elle fait ses études dans plusieurs villes, notamment Lomé, Mango et Kara. C'est dans la chorale Saint-Paul & Pierre de l’Église catholique de Nyékonakpoè qu'elle débute à l'âge de huit ans, puis devient soliste.
Elle prend le nom de scène de Vicky Bila et intègre[Quand ?] le groupe musical Aguéshey Sound. En 1980, elle remporte le trophée Bella Bellow lors du deuxième championnat de musique scolaire et universitaire.
En 1981, Vicky Bila intègre les orchestres de Lomé, dont Mélo-Togo, fondé par le violoniste Tobias Kokou, ainsi que les As du Bénin et le groupe afro-jazz pop Kinka. Rapidement reconnue comme l’une des plus belles voix du pays, elle est sollicitée pour des publicités télévisées et radiophoniques, tout en collaborant avec divers groupes à l’international.
Elle prête son buste au styliste nigérien Christ Seydou pour présenter ses bijoux[Quand ?].
Elle se produit sur les scènes du Liberia, de la Côte d’Ivoire, du Bénin, du Gabon, de la Gambie et du Burkina Faso, où elle remporte[Quand ?] le prix de la meilleure chanteuse africaine.
En Suisse, elle devient[Quand ?] soliste au sein d’un ensemble lyrique de 35 artistes et contribue à l’organisation de l’opéra rock de Fribourg.

## Discographie

### Album
- 1985 : Kinka

## Distinction
- [Quand ?]Prix de la meilleure chanteuse africaine au Burkina Faso[3],[6].
- 1980 : Trophée Bella Bellow (championnat de musique scolaire et universitaire)[3]